# Batriasymmodes greeveri
Batriasymmodes greeveri är en skalbaggsart som beskrevs av Park 1965. Batriasymmodes greeveri ingår i släktet Batriasymmodes och familjen kortvingar. Inga underarter finns listade i Catalogue of Life.